# 康德 (满洲国)
康德（1934年3月1日－1945年8月17日）是溥仪在滿洲國執政所使用的第二個年號。

## 名称
“康”指康熙皇帝，“德”指清德宗光绪皇帝。“康德”这一年号，是溥仪意图说明自己是承继清朝正统的皇帝。

## 大事紀

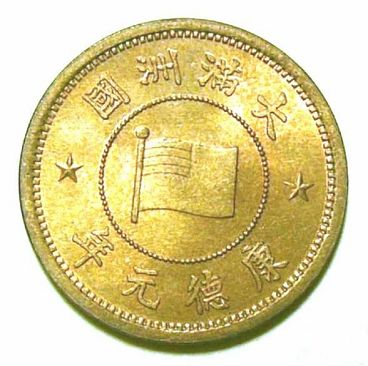
康德元年版的满洲国五厘硬币

- 元年3月1日：溥儀在首都新京南郊杏花村舉行登基典禮，改“滿洲國”為“大滿洲帝國”，改元康德。
- 二年5月22日：张景惠取代鄭孝胥成為滿洲國第二任國務總理大臣。
- 二年4月6日：滿洲國皇帝溥儀第一次訪問日本東京。
- 七年6月26日：滿洲國皇帝溥儀第二次訪問日本東京，昭和天皇親自迎接。
- 十年4月1日：日本首相東條英機訪問滿洲國。
- 十二年8月10日：蘇聯紅軍開始進攻滿洲國。
- 十二年8月17日：溥仪宣讀退位詔書，滿洲國滅亡。
- 十二年8月20日：蘇聯紅軍佔領滿洲國首都新京。

## 紀年
| 康德 | 元年   | 2年    | 3年    | 4年    | 5年    | 6年    | 7年    | 8年    | 9年    | 10年   |
| ---- | ------ | ------ | ------ | ------ | ------ | ------ | ------ | ------ | ------ | ------ |
| 公元 | 1934年 | 1935年 | 1936年 | 1937年 | 1938年 | 1939年 | 1940年 | 1941年 | 1942年 | 1943年 |
| 干支 | 甲戌   | 乙亥   | 丙子   | 丁丑   | 戊寅   | 己卯   | 庚辰   | 辛巳   | 壬午   | 癸未   |
| 康德 | 11年   | 12年   |        |        |        |        |        |        |        |        |
| 公元 | 1944年 | 1945年 |        |        |        |        |        |        |        |        |
| 干支 | 甲申   | 乙酉   |        |        |        |        |        |        |        |        |

## 出生

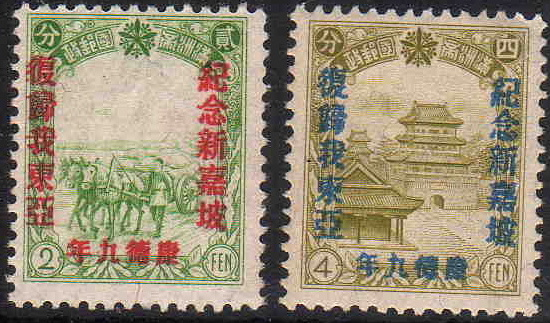
康德九年（1942年）的紀念攻陷新加坡郵票

- 二年4月25日——李敖，著名歷史學者，生於滿洲國哈爾濱。
- 二年7月14日——根岸英一，2010年諾貝爾化學獎得主，生於滿洲國新京（今長春）。
- 二年9月14日——赤冢不二夫，漫畫家，生於滿洲國熱河省灤平縣（今河北省承德市）。
- 二年——王洪文，四人幫之一，生於新京。
- 五年2月26日——慧生，末代皇弟溥傑與其日本籍妻子嵯峨浩的長女，生於新京。
- 九年1月15日——鍾鐵民，台灣作家，鍾理和之子，生於滿洲國奉天（今瀋陽市）。
- 十年4月13日——劉家昌，知名音樂人，生於哈爾濱。
- 十年6月——徐才厚，中國將領、中國共產黨第十七屆中央政治局委員，生於奉天省復縣（今瓦房店市）。
- 十一年10月——回良玉，中國領導人、中國共產黨第十六、十七屆中央政治局委員，生於吉林省榆樹縣（今榆樹市）。

## 逝世
- 五年3月28日——鄭孝胥，滿洲國首任國務總理大臣，卒於新京。
- 九年8月14日——譚玉齡，滿族，溥儀妃嬪，卒於新京。